# 7 листів
«7 листів» (англ. 7 Letters) — сінгапурський драматичний фільм, знятий сімома різними режисерами. Прем'єра стрічки в Сінгапурі відбулась 25 липня 2015 року. Вона містить у собі сім оповідань, які присвячені 50-річчю незалежності Сінгапуру. Фільм був висунутий Сінгапуром на премію «Оскар-2016» у номінації «найкращий фільм іноземною мовою».

## У ролях
- Файзал Абдул
- Арік Хідір Амін
- Фатін Аміра
- Ніксон Ченг
- Девід Чуа
- Надіях м Дін
- Джей А. Халім
- Жульєт Бінош